# Carex khoii
Carex khoii là một loài thực vật có hoa trong họ Cói. Loài này được T.V.Egorova & Aver. mô tả khoa học đầu tiên năm 1989.